# Bubnovaïta
La bubnovaïta és un mineral de la classe dels sulfats. Rep el nom en honor del professor Rimma Sergeevna Bubnova, de l'Institut de química dels silicats de l'Acadèmia de Ciències de Rússia, a Sant Petersburg, per les seves importants contribucions a la química cristal·lina dels vanadats, silicats, borats, borosilicats i altres productes inorgànics oxisals.

## Característiques
La bubnovaïta és un sulfat de fórmula química K₂Na₈Ca(SO₄)₆. Va ser aprovada com a espècie vàlida per l'Associació Mineralògica Internacional l'any 2015, i la primera publicació data del 2016. Cristal·litza en el sistema trigonal.
L'exemplar que va servir per a determinar l'espècie, el que es coneix com a material tipus, es troba conservat a les col·leccions del museu mineralògic de la Universitat Estatal de Sant Petersburg, a Rússia, amb el número de mostra 1/19635.

## Formació i jaciments
Va ser descoberta al con de cendra Naboko, situat a la zona de l'erupció de la gran fissura del volcà Tolbàtxik, al krai de Kamtxatka (Rússia). Es tracta de l'únic indret de tot el planeta on ha estat descrita aquesta espècie mineral.